# Donald d'Emmerez de Charmoy
Donald d'Emmerez de Charmoy est un entomologiste, biologiste et ingénieur mauricien né le 28 juin 1906 à Plaines Wilhems, à l'île Maurice, et mort le 2 décembre 1979 à Sainte-Clotilde, à l'île de La Réunion, à l'âge de 73 ans.

## Biographie
Donald d'Emmerez est né le 28 juin 1906 et décédé le 2 décembre 1979. Il est le fils d’un éminent naturaliste mauricien, Paul Donald d'Emmerez de Charmoy et de son épouse, née Marie-Marguerite Louise Motet de Torvilliers. Il est le deuxième enfant du couple, qui avait donné naissance en 1899 à une fille, Marie Antoinette Valérie d'Emmerez de Charmoy.
Il se maria le 6 juin 1931 avec Marie-Antoinette Chauvet (1906-1937).
Il avait commencé par faire un stage de deux ans aux Indes, pour étudier l’hybridation de la canne à sucre. Il a dirigé la Station d’essais de 1930 à 1974. Entre ces deux dates, la moyenne des rendements agricoles à l’hectare est passée de deux tonnes de sucre à plus de cinq tonnes. Il est aujourd’hui de huit tonnes de sucre par hectare en moyenne et cela peut encore progresser.

## Carrière
Il est le fondateur et premier directeur de la Station d'essais (renommée Centre d'Essai de Recherche et de Formation en 1973) jusqu’à sa retraite en 1974. Sa notoriété internationale a permis au CERF d’échanger avec les autres stations d’hybridation du monde leurs meilleures variétés.
Il entreprend, quarante-cinq ans durant, un programme d’amélioration génétique de la canne de La Réunion. Grâce à ce chercheur du CERF, « l’agronomie sucrière réunionnaise est portée à un haut degré de perfection », selon Jean Defos du Rau, dans sa thèse de géographie (1960).
Dans les années trente, Donald d’Emmerez de Charmoy a hybridé une série de variétés qui ont sauvé l’industrie locale du marasme sanitaire, et qui expliquent en grande partie le boum sucrier observé pendant les quinze années qui suivirent la fin de la guerre (le conflit, et le blocus maritime qui avait été sa conséquence, avaient stoppé net les exportations de sucre, et beaucoup de champs avaient été abandonnés, voire plants arrachés). Toutes ces variétés salvatrices sont issues d’une même formule généalogique, dont leur géniteur nous livre le secret dans ses archives personnelles : 19/32e de sève noble, plus 4/32e de sève indienne et 9/32e de sève sauvage. Cette recette pittoresque peut prêter à sourire, mais cette trouvaille ne fut pas celle d’un professeur Tournesol illuminé, car elle réussit parfaitement et produisit des variétés exceptionnelles.
Donald d’Emmerez de Charmoy expérimenta pour la première fois, à l’époque, un principe essentiel de l’amélioration génétique moderne, qui est aujourd’hui bien connu des sélectionneurs : l’hybridation interspécifique.
Dans un premier temps, M. d’Emmerez importa de l’étranger des variétés de nature hybride nouvellement obtenues, de façon à restaurer immédiatement les plantations anéanties, puis il commença patiemment tout un travail réunionnais d’amélioration génétique, visant à perfectionner la méthode du croisement hybride par la création d’un matériel végétal plus riche encore de promesses, car sélectionné dans les conditions propres de l’île.